# Драгумис, Николаос (художник)
Николаос (Никос) Драгумис (греч.  Νικόλαος (Νίκος) Δραγούμης; Афины 29 августа 1874 — Афины 6 января 1933) — греческий художник конца XIX — начала XX веков.
В силу своей судьбы и будучи предшественником постимпрессионизма в Греции, был охарактеризован Димитрисом Пикионисом, как «Ван Гог Греции».

## Биография
Николаос Драгумис был первым сыном в семье видного греческого политика Стефаноса Драгумиса родом из греческих македонян. Родился 29 августа 1874 года в Афинах, где и провёл свои детские годы. Получил своё имя в честь своего деда, известного греческого революционера, политика, писателя и министра, Николаоса Драгумиса. В сентябре 1891 года отправился в Париж и поступил в Лицей Жансон-де-Сайи, готовясь поступить во французское военно-морское училище. Его попечителем семья назначила Димитриса Викеласа. Однако в июне 1893 года он не сумел поступить в военно-морское училище и в октябре того же года записался на юридический факультет Сорбонны. Летом 1896 года он оказался в Мюнхене, с тем чтобы посещать лекции права в университете Людвига-Максимилиана. В этот период он связался дружбой с греческим художником Димитриосом Гераниотисом, который в тот период учился в Мюнхенской академии. В ноябре 1897 года Никос Драгумис получил в Сорбонне свой диплом и вернулся в Грецию, с тем чтобы последовать карьере в министерстве иностранных дел. Однако после его конфликтов с семьёй, отец отправил Никоса в город Волос, с тем чтобы он работал помощником директора Компании железных дорог Фессалии. Однако Никос Драгумис в мае 1899 года тайком уехал из Волоса и вернулся в Париж, чтобы учиться живописи.

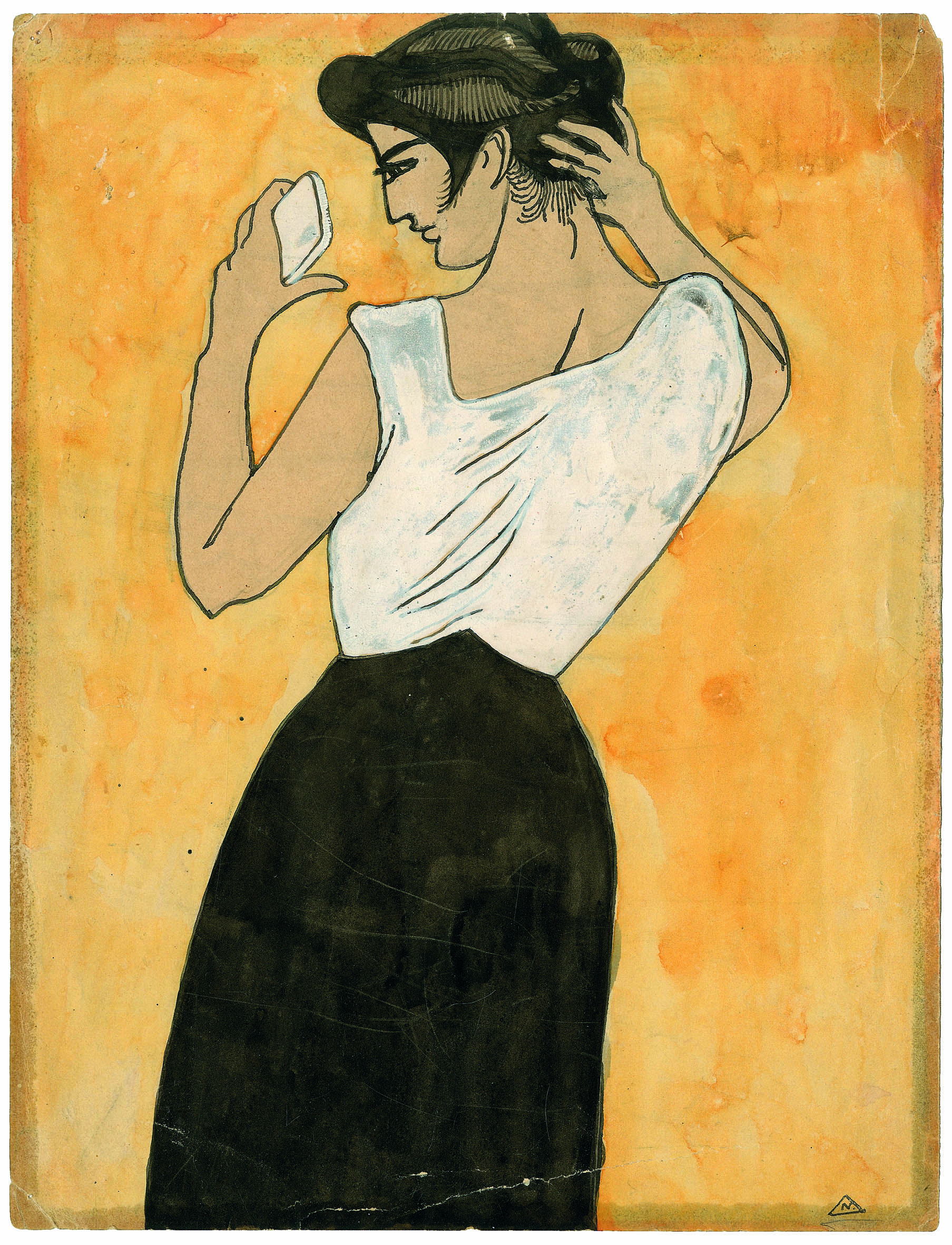
Марика Драгуми, сестра художника, 1909, чернила и гуашь на бумаге

Он записался в Академию Жюлиана в октябре 1900 года и учился там до декабря 1902 года, в мастерской Вильяма Бугро. Одновременно в 1900, 1901, 1902 он записался на сдачу приёмных экзаменов в парижскую Школу изящных искусств, но видимо все три его попытки были неудачными. В эти парижские его годы он связался дружбой с греческим художником Димитрисом Галанисом. Галанис отобразил Драгумиса на одной из первых своих парижских работ, картине Трубадур. В июне 1903 года Драгумис впервые посетил село Гравезон в Провансе, после чего провёл большие периоды своей художественной деятельности. В августе 1904 года он посетил Грецию и свою семью в афинском пригороде Кифисиа. Никос был последним членом семьи Драгумисов видевшим живым Павлоса Меласа, известного борца за воссоединение Македонии с Грецией: 29 августа он сопроводил Меласа на железнодорожную станцию, откуда тот отправился в последний раз на османскую территорию для участия в Борьбе за Македонию. Драгумис вернулся в Париж в июне 1905 года, хотя в действительности жил в основном в Гравезоне. В 1908 году началась его любовная связь с русской художницей Лидией Боржек. В Греции он вновь оказался с октября 1909 года по июль 1910 года, после чего вновь вернулся в Париж. В октябре 1911 года, во время пребывания в Гравезоне, впервые проявилось его психическое заболевание. 2 ноября он отбыл из Марселя в Париж. Сопровождаемый своим братом Ионом Драгумисом, через несколько дней он был принят в частную клинику для психических больных в итальянском Неаполе. Однако в Неаполе Драгумис оставался недолго. Немногим позже семья перевезла его в Керкиру и летом 1913 года вместе с Боржек он посетил остров Андрос. В августе 1913 года он обосновался в Кифисии, однако в мае следующего года, в сопровождение Иона Драгумиса, он прибыл в швейцарское село Сен, недалеко от Женевы, где был принят в частную психиатрическую клинику. Там он оставался 18 лет, до 1932 года, когда в силу финансовых затруднений семья вернула его в Грецию. В августе он был принят в психиатрическую клинику Дромокаитио, где и умер несколькими месяцами позже, 6 января 1933, вероятно от инсульта.

## Художественная деятельность
Впервые работы Никоса Драгумиса были представлены широкой публике после его смерти, в 1936 году, на 6-й выставке Группы независимых художников в Авиньоне, по инициативе художника и друга Драгумиса Jean Baltus (1880—1946).
В Греции первая ссылка на художественную деятельность Драгумиса была сделана Димитрисом Пикионисом в 1963 году, в его статье в журнале Зигос, именуя Драгумиса греком Ван Гогом
По существу греческая публика впервые непосредственно познакомилась в работами Драгумиса в мае-июле 2015 года на выставке организованной Культурным фондом Национального банка, во Дворце Эйнара.
Один из братьев художника, Филиппос Драгумис, писал: «Никос никогда не захотел продать ни одной своей картины, потому что верил что настоящее искусство священно и не рыночно. […] Он был сторонником принципа L’art pour l’art (Искусство для искусства), что искусство является просто выражением чувственного мира художника и ничем более».

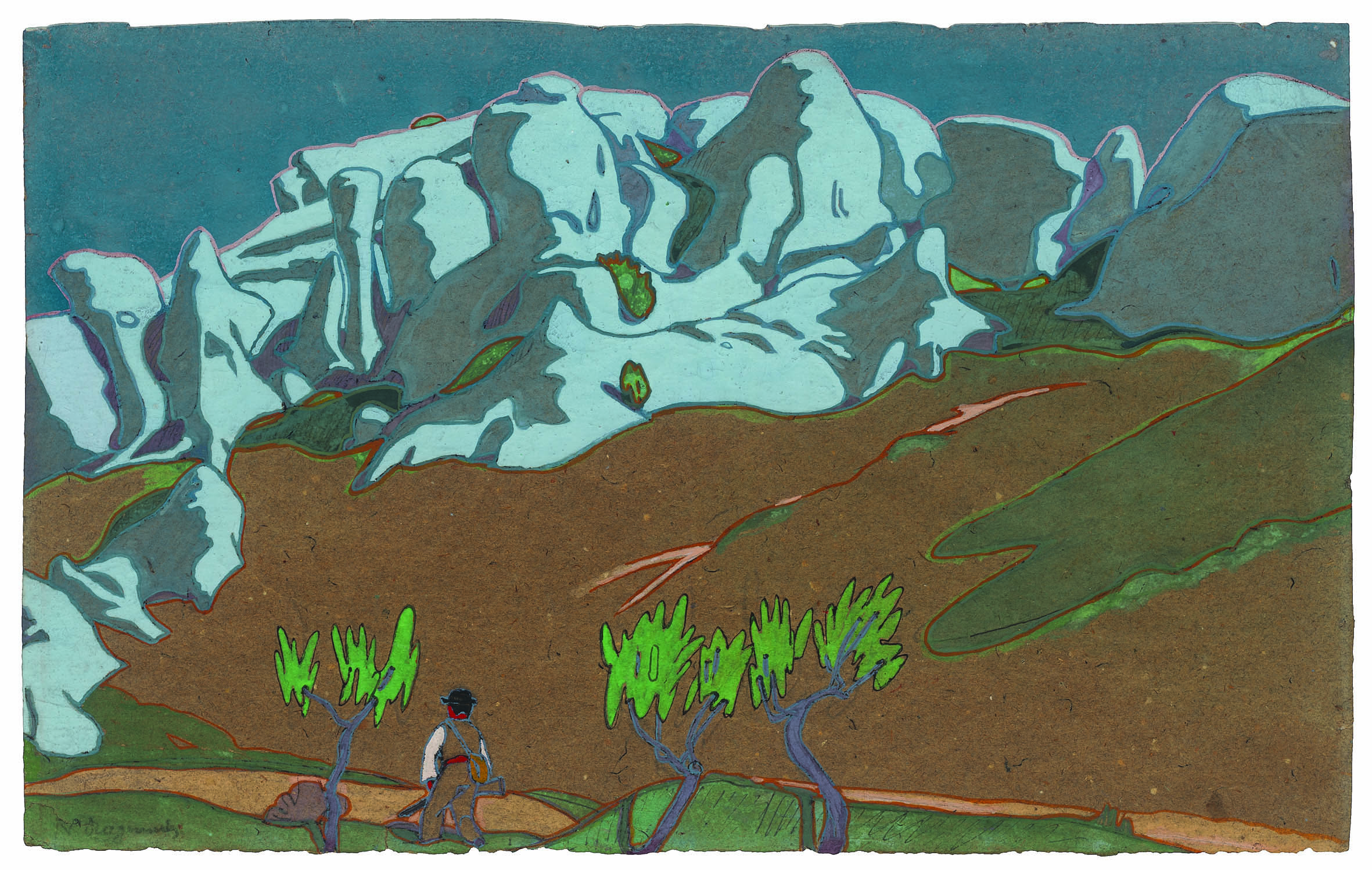
Горный хребет Лез Альпин в Сен Реми Прованса, гуашь на бумаге

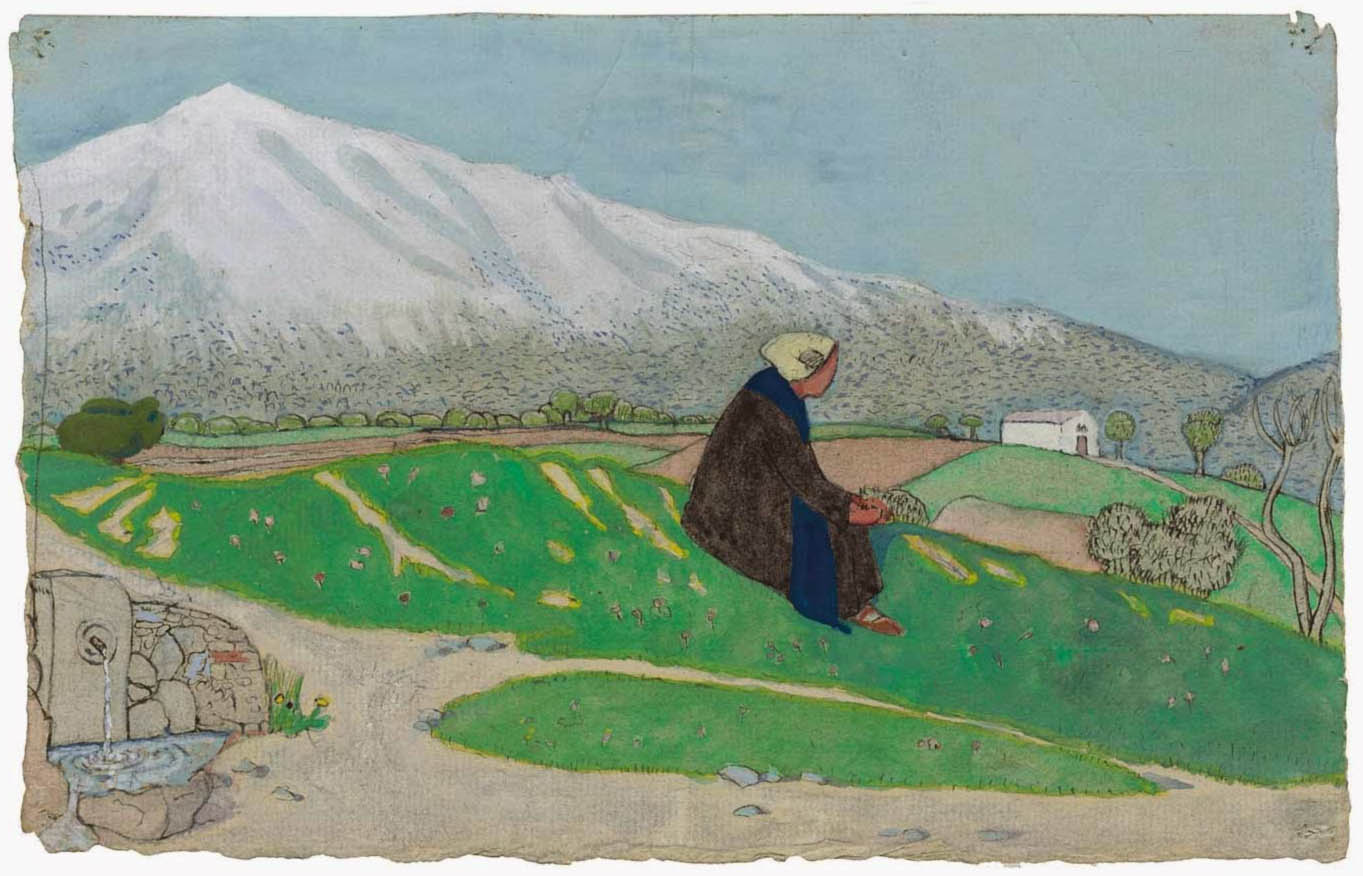
Лидия в Коккинара, в глубине заснеженая гора Пентели, 1913, карандаш и гуашь на бумаге

Учитывая что сам Драгумис сжёг значительное число своих работ в 1911 году, с проявлением своей болезни, сегодня сохраняются в основном его работы с лёгкими материалами (карандаш, уголь, акварели) на бумаге.
В них прослеживаются его намерения и цели, влияния и атмосфера в которой было сформировано его художественное творчество.
Драгумис скорее всего остался равнодушным к модернизму и экспериментированию Матисса, Брака, Пикассо, обратив свой интерес к кругу Наби и в более широком плане к символизму. В большой степени он подвергся влиянию живописи Ван Гога, как в тематике, так и в манере, и во вторую очередь Гогена и Школы Понт Авена. Его интересовало изображение французского и, в меньшей степени. греческого пейзажей, связь между человеческой фигурой и пейзажем, а также жизнь трудящихся людей (крестьян, рабочих).
Критики отмечают его постимпрессионистские поиски.
В его работах нет сильного света, но характеризуются сильными контурами, любовью к линии, суровыми формами. Некоторые элементы экспрессионизма отмечаются как дань Ван Гогу. С другой стороны Драгумис был далёк от проблем которые занимали греческих художников в начале 20-го века. Характерно что даже в его немногих работах выполненных в Греции присутствует французская атмосфера.

## Отношение к Драгумису после его «открытия»

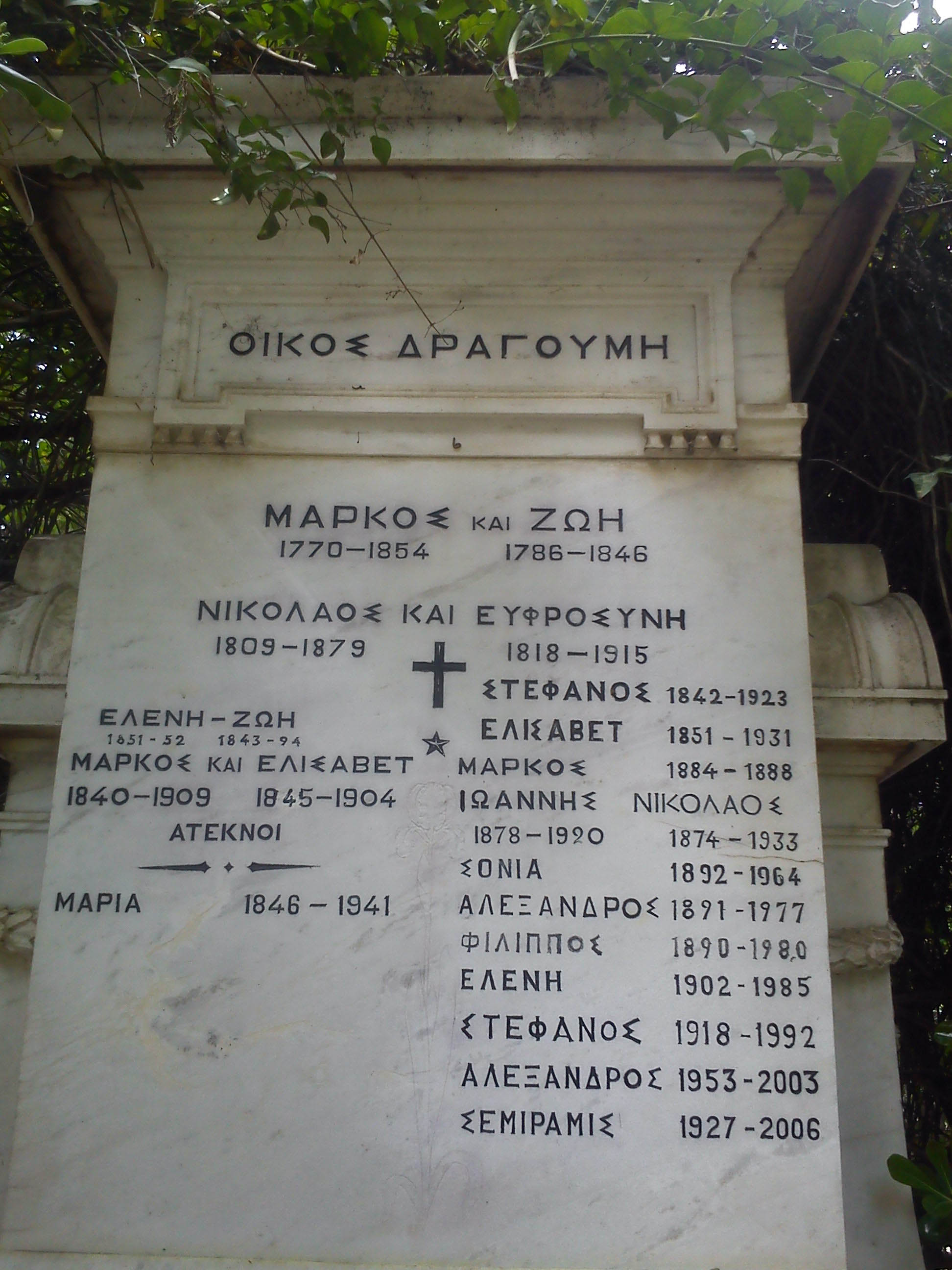
Семейный дом захоронений семьи Драгумисов на Первом афинском кладбище

Трагическая жизнь Драгумиса, его забвение, аура его семьи способствовали задним числом созданию мифа, который постепенно приобретает реалистическую основу. Этому также способствовала и связь его имени с Ван Гогом высказанная Пикионисом (см. Тексты Элисавет Груи «Неизвестный грек Ван Гог», в газете Элефтеротипия и журнале Эпсилон от 19 сентября 1995 года, Василики Дзевелеку «Театральная работа о неизвестном Николаосе Драгумисе. Ван Гог в психбольнице Дромокаитио», январь 2013 года). Его биография стала поводом для написания пьесы Григориса Халиакопулоса"Тень идола" поставленную в январе 2013 года.
В ходе выставки работ художника был показан документальный фильи Клеони Флесса «Никос Драгумис, художник в тени истории».
В октябре 2015 года македонской столице, городе Фессалоники, были открыты две параллельные выставки, где вместе с искусством Драгумиса греческая публика открывает для себя искусство его жены, русской художницы Лидии Боржек, умершей в Греции во время Великого голода, в годы тройной, германо-итало-болгарской. Оккупации страны.